# Variace (Josef Vobruba)
Variace je název LP desky vydané v roce 1974 vydavatelstvím Supraphon. Byla vydána ve spolupráci s československým HIFI klubem Svazarmu.
Album je nahrávkou deseti děl z oblasti klasické vážné hudby, která jsou zkrácena a pozměněna přidáním nástrojů (klávesové nástroje, bicí), záměnou nástrojů, změnou rytmu, taneční instrumentací aj. Při nahrávání alba dirigoval Taneční orchestr Československého rozhlasu jeho tehdejší šéfdirigent Josef Vobruba.
Zvláštností alba bylo, že jako první album v tehdejší ČSSR bylo nahráno kvadrofonní technikou (tzv. čtyřkanálový zvuk). Do tuzemských prodejen však byly dodávány pouze desky stereofonní (dvoukanálový zvuk), protože na československém trhu nebyl dostupný žádný gramofon schopný přehrávat gramofonové desky s kvadrofonním záznamem. Kvadrofonní verzi mohli v Československu koupit jen členové tehdejšího Gramofonového klubu. LP stálo 60 korun.
Do zahraničí se deska exportovala i v kvadrofonní verzi, kterou lze snadno rozpoznat, jelikož je na přední straně obalu vpravo dole umístěna nálepka SQ. Na obale desky je vyobrazeno jablko se sluchátky.
Na stránkách Supraphonu lze zakoupit album v remasterované verzi (pouze stereo; 2010; pouze ve formátu FLAC a MP3); koupit lze i jednotlivé skladby.

## Seznam skladeb

### STRANA A
1. Preludium cis moll (Sergej Rachmaninov)
2. Malá noční hudba, IV. část (Wolfgang Amadeus Mozart)
3. Largo z opery Xerxes (Georg Fridrich Händel)
4. Toccata a fuga d moll (Johann Sebastian Bach)
5. Uherská rapsódie č. 2. (Ferenc Liszt)

### STRANA B
1. Rašení jara (Christian Sinding)
2. Šavlový tanec z baletu Gajane (Aram Chačaturjan)
3. Klavírní koncert b moll (Petr Iljič Čajkovskij)
4. Polovecké tance z opery Kníže Igor (Alexandr Porfirjevič Borodin)
5. Let čmeláka z opery Pohádka o caru Saltanu (Nikolaj Andrejevič Rimskij-Korsakov)

### Obsazení
- Rudolf Rokl – klavír
- Felix Slováček – sopránový saxofon
- Karel Růžička – varhany a elektr. piano
- Jan Chalupský – zvukové efekty